# José Chatruc
José Manuel Chatruc (Buenos Aires, Argentina, 9 de noviembre de 1976) es un exfutbolista, periodista deportivo y actor argentino. Se formó en el Taller Escuela Agencia con el título de deportes. Actualmente se desempeña como panelista deportivo en TNT Sports.

## Trayectoria
Surgido de las divisiones inferiores de Platense, Chatruc ha pasado por varios equipos tanto en Argentina como en el extranjero, entre los que se destaca Racing Club donde salió campeón del Torneo Apertura 2001. También tuvo un paso por  San Lorenzo, donde obtuvo la Copa Sudamericana 2002. Luego pasó por el Grasshoppers de Suiza y el Barcelona de Ecuador.
Luego regresó a Racing de la mano de Gustavo Costas, pero su segundo ciclo no fue del todo exitoso por lesiones. Su segundo debut en Racing se dio tras la renuncia de Costas y su reemplazo por Juan Manuel Llop en un partido contra San Martín de San Juan en el que además marcó un gol de cabeza. De la mano de Llop el equipo logró la permanencia en Primera, pero tras un mal comienzo en la siguiente temporada el entrenador fue despedido y reemplazado por Ricardo Caruso Lombardi. El primer torneo de Caruso Lombardi al mando de Racing fue el último para Chatruc. En el último partido del campeonato (el 3 de junio de 2009) Racing dio vuelta un partido como local frente a Newell's Old Boys, ganando 2 a 1. Si bien Chatruc no jugó, festejó su despedida en andas junto con Gustavo Campagnuolo, otro referente del título de Racing en 2001. Finalizado el campeonato, los contratos de ambos jugadores no fueron renovados y tuvieron que marcharse del club. Tanto es el amor de la gente de Racing para con el jugador, que tiene una filial con su nombre en la ciudad de San Martín.
Llegó a Tiro Federal a comienzos de la temporada 2009/10 como uno de los grandes refuerzos del equipo, que militaba en la Primera B Nacional y en el que vistió la camiseta número 10. El 12 de noviembre rescindió contrato con el equipo por problemas personales, con diez partidos jugados y un gol a Independiente Rivadavia de Mendoza.
En 2012 llegó a Club Mercedes para disputar el Torneo del Interior. Recién pudo disputar el último partido de la primera fase en donde hizo un gol que le dio la clasificación a su equipo.

### Estadísticas
Jugó 355 partidos en la Primera División Argentina con 39 goles oficiales. Su paso por Racing Club fue el más fructuoso, con 113 partidos y 17 goles. Su último torneo en Racing fue el Torneo Clausura 2009 donde jugó 5 partidos (2 de titular).

## Después del fútbol
De 2010 a 2014 fue parte del programa Pura Química, emitido por ESPN.
En 2014 deja Pura Química, junto con Germán Paoloski, para pasar a formar parte del programa Nunca es tarde, el cual comenzó a emitirse por Fox Sports en 2015, de lunes a viernes a las 24.
En febrero de 2020, participó en el 5 grupo del programa Divina comida.
En 2020-21 forma parte de los programas Superfutbol y Presión Alta en TyC Sports.
En 2021 participó de Futbol o Muerte.
Desde 2022 es panelista en el programa TNT Fútbol en TNT Sports además de conducir Vino para quedarse

## Clubes
| Club                    | País                | Año                 | Partidos | Goles |
| ----------------------- | ------------------- | ------------------- | -------- | ----- |
| Platense                | Argentina           | 1996-1999           | 62       | 6     |
| Racing Club             | Argentina           | 1999-2002           | 96       | 16    |
| San Lorenzo             | Argentina           | 2002-2003           | 38       | 7     |
| Grasshopper             | Suiza               | 2003                | 20       | 2     |
| Barcelona S.C.          | Ecuador             | 2004                | 40       | 3     |
| Estudiantes de La Plata | Argentina           | 2004-2005           | 25       | 1     |
| Quilmes A.C.            | Argentina           | 2005-2006           | 27       | 2     |
| Banfield                | Argentina           | 2007                | 15       | 0     |
| Racing Club             | Argentina           | 2007-2009           | 21       | 1     |
| Tiro Federal            | Argentina           | 2009-2010           | 10       | 1     |
| Mercedes                | Argentina           | 2012                | 1        | 1     |
| Total en su carrera     | Total en su carrera | Total en su carrera | 355      | 40    |

## Palmarés

### Campeonatos nacionales
| Título             | Club        | País      | Año    |
| ------------------ | ----------- | --------- | ------ |
| Primera División   | Racing Club | Argentina | A-2001 |
| Superliga de Suiza | Grasshopper | Suiza     | 2003   |

### Campeonatos internacionales
| Título            | Club        | Sede         | Año  |
| ----------------- | ----------- | ------------ | ---- |
| Copa Sudamericana | San Lorenzo | Buenos Aires | 2002 |